# Simone Zucato
Simone Zucato (sinh ngày 18 tháng 1 năm 1976 tại Socorro) là một nữ diễn viên, nhà sản xuất nhà hát, dịch giả và bác sĩ y khoa người Brazil.

## Tiểu sử
Là con gái của Eurico Zucato và Sonia Regina Pessoa Zucato, Simone sinh ra ở Socorro, São Paulo, năm 1976. Cô sống một phần lớn thời thơ ấu ở Miami, Florida. Chính trong những năm học tập, cô bắt đầu tỏ ra thích thú với diễn xuất và bắt đầu học kịch. Simone đi học tiểu học, trung học cơ sở và trung học phổ thông khi cô sống ở Hoa Kỳ.
Khi cô trở về Brazil, cha cô không cho phép cô học kịch và yêu cầu cô đến trường y. Simone tốt nghiệp bác sĩ y khoa năm 2003 và bắt đầu học kịch và nghệ thuật ở Brazil cùng năm. Sau khi tốt nghiệp trường y, Simone đầu tư vào các trường sân khấu nổi tiếng của đất nước, như Teatro Escola Macunaíma, Escola de Atores Wolf Maya và FAAP ở São Paulo. Tại Rio de Janeiro, cô học tại O Tablado nổi tiếng và tham gia nhiều khóa học tại CAL. Cô cũng là một trong tám học sinh được mời tham gia nhóm tham gia các cuộc thảo luận của Bárbara Heliodora về Shakespeare. Bárbara là một trong những nhà phê bình nổi tiếng và được kính trọng nhất của Brazil và cũng là chuyên gia vĩ đại nhất trong công việc của Shakespeare. Simone cũng có các lớp học với Camila Amado, một nữ diễn viên và huấn luyện viên diễn xuất rất nổi tiếng và được kính trọng ở Rio de Janeiro.
Sau này, Simone quyết định bỏ qua các kỹ năng nghệ thuật của mình ở Mỹ. Cô đã học với Robert Castle, từ Viện Sân khấu và Điện ảnh Lee Giorgberg, Susan Batson, Jandiz Estrada, Giám mục Nancy, Michelle Danner và Bernard Hiller. Cô cũng tham dự các lớp học tại HB Studio, ở NY.
Simone bắt đầu làm việc như một nữ diễn viên vào năm 2008.